# 覆盖半球的谷物
《覆盖半球的谷物》（英語：The Grain That Built a Hemisphere）是一部於1943年上映的關於玉米的動畫政治宣傳短片，由美洲事務協調員辦公室和華特·迪士尼製作。其於1943年奧斯卡金像獎獲得最佳紀錄片提名。

## 擴展閲讀
- Shale, Richard. . Ann Arbor: UMI Research Press. 1982. ISBN 978-0-8357-1310-8.

## 外部鏈接
- 互联网电影数据库（IMDb）上《覆蓋半球的穀物》的资料（英文）
- 短片 《覆蓋半球的穀物》 可在互联网档案馆自由下载